# Paul Chaumont
Paul Aimé Henri Chaumont (Biganos, 14 marzo 1921 – Plaisir, 12 novembre 2011) è stato un cestista francese.

## Carriera
Con la Francia ha disputato i Campionati europei del 1946.